# Dominic Comperatore
Dominic Comperatore (ur. 29 maja 1969 w Filadelfii) – amerykański aktor filmowy i telewizyjny.
Rozpoczął karierę aktorską w Nowym Jorku, występując w off-broadwayowskich produkcjach i na Broadwayu w sztuce Arthura Millera Widok z mostu (A View from the Bridge), nagrodzonej Tony Award. Następnie zaczął brać udział w realizacjach filmowych i telewizyjnych w Los Angeles, w tym w dramacie wojennym Stevena Soderbergha Dobry Niemiec (The Good German, 2006) u boku George’a Clooneya i Tobeya Maguire. Grywał główne role w kilku filmach niezależnych, w tym Głowy i ogony (Heads and Tails, 1999), Wszystko bez powodu (Everything for a Reason, 2000), Sala 32 (Room 32, 2002) i Nigdy nie rozmawiaj z nieznajomym (Never, Never Talk to Strangers, 2010).

## Filmografia
- 2000: Ostry dyżur (ER) jako Vito Compasero
- 2000: Jack i Jill (Jack & Jill) jako przyjaciel
- 2003: The Shield: Świat glin jako Dach
- 2003: CSI: Kryminalne zagadki Miami jako fotograf News
- 2005: Ekipa jako adwokat Mandy
- 2005: Orły z Bostonu (Boston Legal) jako
- 2005: Agentka o stu twarzach (Alias) jako lekarz
- 2006: 24 godziny jako rosyjski oficer
- 2006: Dobry Niemiec (The Good German) jako Levi
- 2008: Chuck jako Translator
- 2012: Zakochani w Rzymie
- 2012: Zaprzysiężeni (Blue Bloods) jako monsignor Lauro Ferraro
- 2013: Żona idealna (The Good Wife) jako agent DEA Scott Thorburn
- 2013: Grand Theft Auto V jako Al Di Napoli (głos)